# Paraferdina laccadivensis
Paraferdina laccadivensis is een zeester uit de familie Ophidiasteridae.
De wetenschappelijke naam van de soort werd in 1973 gepubliceerd door D.B. James.